# Omelmont
Omelmont é uma comuna francesa na região administrativa de Grande Leste, no departamento de Meurthe-et-Moselle. Estende-se por uma área de 4,69 km². Em 2010 a comuna tinha 189 habitantes (densidade: 40,3 hab./km²).